# Joensuu Wolves 2013
Questa voce raccoglie le informazioni riguardanti gli Joensuu Wolves nelle competizioni ufficiali della stagione 2013.

## Maschile

### III-divisioona 2013

#### Stagione regolare
| Iisalmi 30 marzo 2013, ore 18:30 1ª giornata | Joensuu Wolves | 18 – 20 | Nokia Hunters | Iisalmen jalkapallohalli |

| Iisalmi 30 marzo 2013, ore 19:45 1ª giornata | Milky City Farmers | 22 – 32 | Joensuu Wolves | Iisalmen jalkapallohalli |

| Helsinki 15 giugno 2013, ore 15:00 3ª giornata | Joensuu Wolves | 20 – 20 | Malmi Blaze | Aava Areena |

| Helsinki 15 giugno 2013, ore 16:30 3ª giornata | Vaasa Vikings | 50 – 6 | Joensuu Wolves | Aava Areena |

#### Playoff
| Korsholm 29 giugno 2013, ore 12:15 | Nokia Hunters | – | Joensuu Wolves | Botniahallin ulkokeinonurmi |

### Statistiche di squadra
| Competizione      | %Vittorie | In casa | In casa | In casa | In casa | In casa | In casa | In trasferta | In trasferta | In trasferta | In trasferta | In trasferta | In trasferta | Totale | Totale | Totale | Totale | Totale | Totale |
| Competizione      | %Vittorie | G       | V       | N       | P       | Pf      | Ps      | G            | V            | N            | P            | Pf           | Ps           | G      | V      | N      | P      | Pf     | Ps     |
| ----------------- | --------- | ------- | ------- | ------- | ------- | ------- | ------- | ------------ | ------------ | ------------ | ------------ | ------------ | ------------ | ------ | ------ | ------ | ------ | ------ | ------ |
| Stagione regolare | .375      | 2       | 0       | 1       | 1       | 38      | 40      | 2            | 1            | 0            | 1            | 38           | 72           | 4      | 1      | 1      | 2      | 76     | 112    |
| Playoff           | ?         | ?       | ?       | ?       | ?       | ?       | ?       | ?            | ?            | ?            | ?            | ?            | ?            | ?      | ?      | ?      | ?      | ?      | ?      |
| Totale            | .375      | 2       | 0       | 1       | 1       | 38      | 40      | 2            | 1            | 0            | 1            | 38           | 72           | 4      | 1      | 1      | 2      | 76     | 112    |

## Femminile

### Naisten I-divisioona 2013

#### Stagione regolare
| Joensuu 5 maggio 2013, ore 13:00 1ª giornata | Joensuu Wolves | 44 – 10 | Raisio Oakladies | Koilispuiston Tekonurmi |

| Joensuu 12 maggio 2013, ore 13:00 2ª giornata | Joensuu Wolves | 38 – 14 | Hyvinkää Falcons | Koilispuiston Tekonurmi |

| Joensuu 19 maggio 2013, ore 11:30 3ª giornata | Joensuu Wolves | 48 – 6 | Kouvola Indians | Koilispuiston Tekonurmi |

| Porvoo 26 maggio 2013, ore 13:00 4ª giornata | Porvoon Butchers | 16 – 42 | Joensuu Wolves | Porvoon Pallokenttä |

| Raisio 16 giugno 2013, ore 14:00 6ª giornata | Raisio Oakladies | 12 – 6 | Joensuu Wolves | Kerttulan liikuntakeskus |

| Hyvinkää 29 giugno 2013, ore 16:30 7ª giornata | Hyvinkää Falcons | 34 – 28 | Joensuu Wolves | Kankurin kenttä |

| Kouvola 20 luglio 2013, ore 15:00 8ª giornata | Kouvola Indians | 38 – 40 | Joensuu Wolves | Kuusankosken urheilupuisto |

| Joensuu 27 luglio 2013, ore 13:00 9ª giornata | Joensuu Wolves | 12 – 40 | Porvoon Butchers | Koilispuiston Tekonurmi |

#### Playoff
| Porvoo 10 agosto 2013, ore 12:30 Finale | Porvoon Butchers | 34 – 12 | Joensuu Wolves | Porvoon Pallokenttä |

### Statistiche di squadra
| Competizione      | %Vittorie | In casa | In casa | In casa | In casa | In casa | In casa | In trasferta | In trasferta | In trasferta | In trasferta | In trasferta | In trasferta | Totale | Totale | Totale | Totale | Totale | Totale |
| Competizione      | %Vittorie | G       | V       | N       | P       | Pf      | Ps      | G            | V            | N            | P            | Pf           | Ps           | G      | V      | N      | P      | Pf     | Ps     |
| ----------------- | --------- | ------- | ------- | ------- | ------- | ------- | ------- | ------------ | ------------ | ------------ | ------------ | ------------ | ------------ | ------ | ------ | ------ | ------ | ------ | ------ |
| Stagione regolare | .625      | 4       | 3       | 0       | 1       | 142     | 70      | 4            | 2            | 0            | 2            | 116          | 100          | 8      | 5      | 0      | 3      | 258    | 170    |
| Playoff           | .000      | 0       | 0       | 0       | 0       | 0       | 0       | 1            | 0            | 0            | 1            | 12           | 34           | 1      | 0      | 0      | 1      | 12     | 34     |
| Totale            | .556      | 4       | 3       | 0       | 1       | 142     | 70      | 5            | 2            | 0            | 3            | 128          | 134          | 9      | 5      | 0      | 4      | 270    | 204    |